# David Bartlett (Politiker, 1855)
David Bartlett (* 23. Oktober 1855 in Maine; † 16. Oktober 1913 in Newton, Massachusetts) war ein US-amerikanischer Politiker. Zwischen 1901 und 1907 war er Vizegouverneur des Bundesstaates North Dakota.

## Werdegang
David Bartlett besuchte bis 1876 die University of Michigan in Ann Arbor. Nach einem anschließenden Jurastudium an derselben Universität und seiner 1877 erfolgten Zulassung als Rechtsanwalt begann er in diesem Beruf zu arbeiten. Im Jahr 1880 ging er zunächst nach Colorado, ehe er sich 1883 in Cooperstown im heutigen North Dakota niederließ. Zwischenzeitlich kehrte er nach Colorado zurück. Seit 1887 lebte er permanent in Cooperstown, wo er als Anwalt praktizierte und in der Immobilienbranche tätig wurde. Er wurde Präsident des ersten Baseballvereins und Mitglied des ersten Commercial Club seiner neuen Heimat. Außerdem gehörte er dem Eisenbahnausschuss von North Dakota an. 15 Jahre lang saß er im Schulausschuss von Cooperstown. Zwischenzeitlich war er auch Bürgermeister dieser Gemeinde.
Politisch schloss sich Bartlett der Republikanischen Partei an. 1889 nahm er als Delegierter an der verfassungsgebenden Versammlung des zukünftigen Staates North Dakota teil. Im Jahr 1900 wurde er an der Seite von Frank White zum Vizegouverneur von North Dakota gewählt. Dieses Amt bekleidete er nach zwei Wiederwahlen zwischen 1901 und 1907. Dabei war er Stellvertreter des Gouverneurs und Vorsitzender des Staatssenats. Seit 1905 diente er unter dem neuen Gouverneur Elmore Y. Sarles. Im Jahr 1901 war er Mitglied der Kommission seines Staates für die Pan-American Exposition in Buffalo. Zwei Jahre später war er bei der Jahrhundertausstellung in St. Louis ebenfalls Mitglied der Kommission North Dakotas. Im Jahr 1912 erlitt er eine Lähmung. 1913 begab er sich zur ärztlichen Behandlung nach Newton in Massachusetts. Dort ist er am 16. Oktober jenes Jahres verstorben.